# Kisii
Kisii, is een stad gelegen in het zuidwesten van Kenia in het district Kisii in de provincie Nyanza. De stad fungeert als hoofdstad van het gelijknamige district. Het is de grootste plaats van de Gusii Highlands en tevens het commerciële centrum. In de gemeente Kisii woonden volgens schattingen van 2005 bijna 70.000 inwoners.

## Economie
In de stad vindt een beperkte hoeveel industriële activiteit plaats, ondanks dat de stad veel potentie bezit voor landbouwindustrie aangezien er in de buurt veel goede landbouwgebieden liggen. Vlak bij de stad wordt speksteen gedolven. 

## Conditie van de huizen
De stad is slecht gedraineerd en de enige riolering lag vroeger in de wijk Daraja Mbili, maar dit is verplaatst buiten de stad. De gemeente heeft een nijpend tekort aan land en de meeste van de voorsteden zijn ontwikkeld zonder een behoorlijke planning.

## Geboren
- Hezahiah Nyamau (1942), atleet en olympisch kampioen
- Charles Asati (1946), sprinter
- Yobes Ondieki (1961), hardloper
- Josphat Machuka (1973), hardloper
- Isabella Ochichi (1979), hardloopster
- Philes Ongori (1986), hardloopster
- Robert Ouko (1948-2019), atleet